# Walter Smith
Walter Ferguson Smith (Lanark, 24 febbraio 1948 – Glasgow, 26 ottobre 2021) è stato un calciatore, allenatore di calcio e dirigente sportivo scozzese, di ruolo difensore.

## Carriera

### Calciatore
Nato a Lanark, in Scozia, Smith crebbe calcisticamente in un sobborgo orientale di Glasgow, Carmyle. Avviato alle scuole professionali per imparare il mestiere di elettricista, fu nel frattempo ingaggiato dall'Ashfield, club che militava nella Lega Calcio Giovanile scozzese. A 18 anni Smith divenne semiprofessionista e firmò un contratto con il Dundee Utd
Nell'estate 1967 con il suo club disputò il campionato nordamericano organizzato dalla United Soccer Association: accadde infatti che tale campionato fu disputato da formazioni europee e sudamericane per conto delle franchigie ufficialmente iscritte al campionato, che per ragioni di tempo non avevano potuto allestire le proprie squadre. Il Dundee rappresentò il Dallas Tornado, che concluse la Western Division al sesto ed ultimo posto.
Dopo aver giocato nel Dundee United si trasferì, nel 1975, al Dumbarton per due stagioni, per poi tornare nella sua squadra d'origine. Nel 1977 un infortunio pelvico mise in forse la sua carriera e in quel periodo iniziò ad alternare l'attività in campo con quella in panchina. Dopo tre ulteriori stagioni nel Dundee United, chiuse con il calcio giocato nel 1980 dopo più di 250 partite di Lega e 3 gol segnati. Il suo unico trofeo da calciatore è la Coppa di Lega scozzese vinta nella stagione 1979-1980.

### Allenatore
I primi passi da allenatore, come detto, Smith li aveva fatti al Dundee Utd. come giocatore / assistente del manager Jim McLean. Come suo vice, guidò il Dundee Utd. alla vittoria nel campionato scozzese 1982-1983 e arrivò, nella successiva Coppa dei Campioni, alla semifinale, venendo eliminato da un 2-3 (2-0 e 0-3) complessivo a opera della Roma.
Scelto nel 1978 quale allenatore dell'Under-18 scozzese, vinse con tale squadra il campionato d'Europa di categoria del 1982. Passò poi all'Under-21 e, nel 1984, con l'incarico di allenatore in seconda di Alex Ferguson sulla panchina della nazionale maggiore, fece parte della spedizione scozzese al campionato del mondo 1986 in Messico. Dopo i Mondiali Graeme Souness lo chiamò ai Rangers come suo assistente, incarico che tenne fino al 1991 quando, a seguito delle dimissioni di Souness, Smith divenne allenatore titolare.
L'esperienza di Smith sulla panchina del club di Glasgow ebbe un saldo positivo, con sei titoli di Scozia consecutivi (che con i tre di Souness costituivano una striscia di nove per i Rangers), tre Coppe di Scozia, tre Coppe di Lega e un treble nel 1992-1993. Nell'ottobre 1997, dopo sei anni di completo dominio del calcio scozzese, Smith manifestò per la prima volta l'intenzione di abbandonare i Rangers, cosa che fece alla fine della stagione seguente, in cui per la prima volta fallì la vittoria del campionato, vinto dal Celtic. Nonostante quest'ultima sconfitta, a cui si unì anche quella in finale di Coppa di Scozia contro gli Hearts, Smith lasciò Ibrox con la reputazione di tecnico più vincente di Scozia, per tentare l'avventura in Premier League sulla panchina dell'Everton.
Smith si trovò a sostituire Howard Kendall alla guida di una squadra che aveva appena sfiorato la retrocessione in First division, salvandosi grazie alla differenza reti a spese del Bolton. La mancanza di fondi per acquistare nuovi giocatori e ringiovanire la rosa non permise a Smith di ottenere i risultati sperati, tanto che nei tre anni successivi l'Everton continuò a navigare nei bassifondi della Premiership. L'esperienza di Smith al club di Liverpool si concluse bruscamente con un esonero nel marzo 2002, con la squadra coinvolta nella lotta per non retrocedere.
Dopo due anni di pausa, nel marzo 2004 Smith fu chiamato da Alex Ferguson come suo vice sulla panchina del Manchester Utd., incarico che tenne fino al 2 dicembre 2004, quando assunse la direzione della nazionale scozzese in sostituzione del dimissionario Berti Vogts. Sotto la sua guida la Scozia non riuscì a qualificarsi al campionato del mondo 2006 a causa di una sconfitta contro la Bielorussia; nel girone di qualificazione per il campionato d'Europa 2008 la sua squadra ha battuto 1-0 la Francia, finalista al campionato del mondo 2006.
Il 10 gennaio 2007 Smith è tornato ad allenare i Rangers nonostante il tentativo della federazione scozzese di non lasciar libero il tecnico in una fase critica ai fini della qualificazione al campionato d'Europa 2008.
Il 16 maggio 2011 Smith decide di lasciare i Rangers dopo la conquista del titolo, il decimo in carriera.

## Statistiche
| Periodo   | Squadra | Record  | Record   | Record  | Record    | Record | Trofei |
| Periodo   | Squadra | Partite | Vittorie | Pareggi | Sconfitte | %      | Trofei |
| --------- | ------- | ------- | -------- | ------- | --------- | ------ | ------ |
| 1990-1998 | Rangers | 380     | 249      | 68      | 63        | 65,53% | 13     |
| 1998-2002 | Everton | 168     | 53       | 50      | 65        | 31,55% | 0      |
| 2004-2007 | Scozia  | 16      | 7        | 5       | 4         | 43,75% | 0      |
| 2007-2011 | Rangers | 246     | 155      | 53      | 38        | 63,01% | 8      |

## Palmarès

### Giocatore

#### Competizioni nazionali
- Coppa di Lega scozzese: 1

Dundee United: 1979-1980

#### Competizioni regionali
- Forfarshire Cup: 3

Dundee United: 1968-1969, 1971-1972, 1974-1975, 1979-1980

### Allenatore

#### Competizioni nazionali
- Campionato scozzese: 10

Rangers: 1990-1991, 1991-1992, 1992-1993, 1993-1994, 1994-1995, 1995-1996, 1996-1997, 2008-2009, 2009-2010, 2010-2011
- Coppa di Scozia: 5

Rangers: 1991-1992, 1992-1993, 1995-1996, 2007-2008, 2008-2009
- Coppa di Lega scozzese: 6  (record condiviso con Jock Stein e Scot Symon)

Rangers: 1992-1993, 1993-1994, 1996-1997, 2007-2008, 2009-2010, 2010-2011